# Woodville (Alabama)
Pour les articles homonymes, voir Woodville.
Woodville est une ville du comté de Jackson, dans l'Alabama.

## Histoire
Woodville est fondée en 1815 par Henry Derrick, elle est la plus ancienne ville du comté. Elle est nommée en mémoire de ses premiers résidents, Richard et Annie Wood.
Elle a été le siège du comté de Decatur, pendant un an en 1821, avant qu'il ne soit rattaché au comté de Jackson. Les environs de la ville ont été le lieu de nombreux combats de guérilla pendant la guerre de Sécession.

## Géographie
D'après le bureau du recensement des États-Unis, sa superficie est de 17 km2.

### Démographie
Au recensement de 2000, la population était de 761 habitants, avec 301 ménages et  232 familles résidentes. La densité était de 43,9 hab/km2.
La répartition ethnique était de 96,98 % d'Euro-Américains et 0,13 % d'asio-américains. Le revenu moyen par habitant était de 15 796 dollars avec 11,5 % sous le seuil de pauvreté.
| 1880 | 1920 | 1930 | 1940 | 1950 | 1960 |
| ---- | ---- | ---- | ---- | ---- | ---- |
| 221  | 191  | 196  | 183  | 165  | 196  |

| 1970 | 1980 | 1990 | 2000 | 2010 | - |
| ---- | ---- | ---- | ---- | ---- | - |
| 322  | 609  | 687  | 761  | 746  | - |

## Source
- (en) Cet article est partiellement ou en totalité issu de l’article de Wikipédia en anglais intitulé « Woodville, Alabama » (voir la liste des auteurs).